# Torre de Bermúdez
La Torre de Bermúdez es un edificio civil de estilo renacentista situado en el municipio de Puebla del Caramiñal (provincia de La Coruña, Galicia, España). El 17 de febrero de 1976 fue declarado Monumento histórico-artístico de interés nacional, tanto por su relación con la figura de Ramón María del Valle-Inclán como por sus cualidades artísticas. Es Bien de Interés Cultural.

## Historia
El primer documento que hace mención a esta construcción, escrito en 1751 por Miguel Joseph González Soldado, asegura que el mercader Juan Domínguez Giance y su esposa Constanza Domínguez de Búa eran propietarios del edificio. Por ello se les atribuye tradicionalmente su construcción a mediados del siglo XVI, una época de especial esplendor en Puebla del Caramiñal, que en 1554 había sido elevada a la categoría de villa por Gómez Pérez das Mariñas, señor del lugar y regidor de la ciudad de Santiago de Compostela. Algunas fuentes, sin embargo, ven difícil que el señor de O Caramiñal permitiese a un vasallo construir una edificación tan singular, y apuntan bien al propio Gómez Pérez das Mariñas como artífice de su construcción, bien a la cesión del edificio o de su solar a cambio de un contrato de fuero, ateniéndose a determinadas condiciones.
El edificio estaría vinculado posteriormente a la familia de Ramón María del Valle-Inclán, ya que serían sus padres D. Ramón del Valle-Inclán Bermúdez de Castro y Doña Dolores de la Peña y Montenegro los últimos en residir en él.
En 1898, el matrimonio vende al empresario Manuel Lojo el inmueble, que este utilizará desde ese momento como almacén de salazón, causando a la construcción importantes daños.
Durante esta época, Valle-Inclán solicita a Alfonso XIII la recuperación de la torre que había sido propiedad de sus padres, así como la concesión de un título de nobleza de acuerdo con su linaje, aunque ambas ambiciones se vieron frustradas.
Más tarde, su amigo Victoriano García Martí, escritor pobrense, moviliza a los conocidos de Valle-Inclán para adquirir la torre y así regalarle «una noble mansión que en la paz de una vieja villa marinera o en elevada crestería de un suave paisaje virgiliano, pregone con el airón de su torre la gloria de este gran señor de las letras...» Una vez más, este deseo no pudo hacerse realidad.
Con la crisis que supuso la escasez de sardina, la industria de salazón del municipio se vino abajo y, con ello, el antiguo palacete dejó de ser un almacén para convertirse en unas ruinas dejadas a su suerte.
Finalmente, en 1981 el inmueble fue adquirido por el Concejo de Puebla del Caramiñal, que lo restauraría y convertiría en sede del Museo Valle-Inclán, primer museo íntegramente dedicado al escritor gallego.

## Estilo arquitectónico

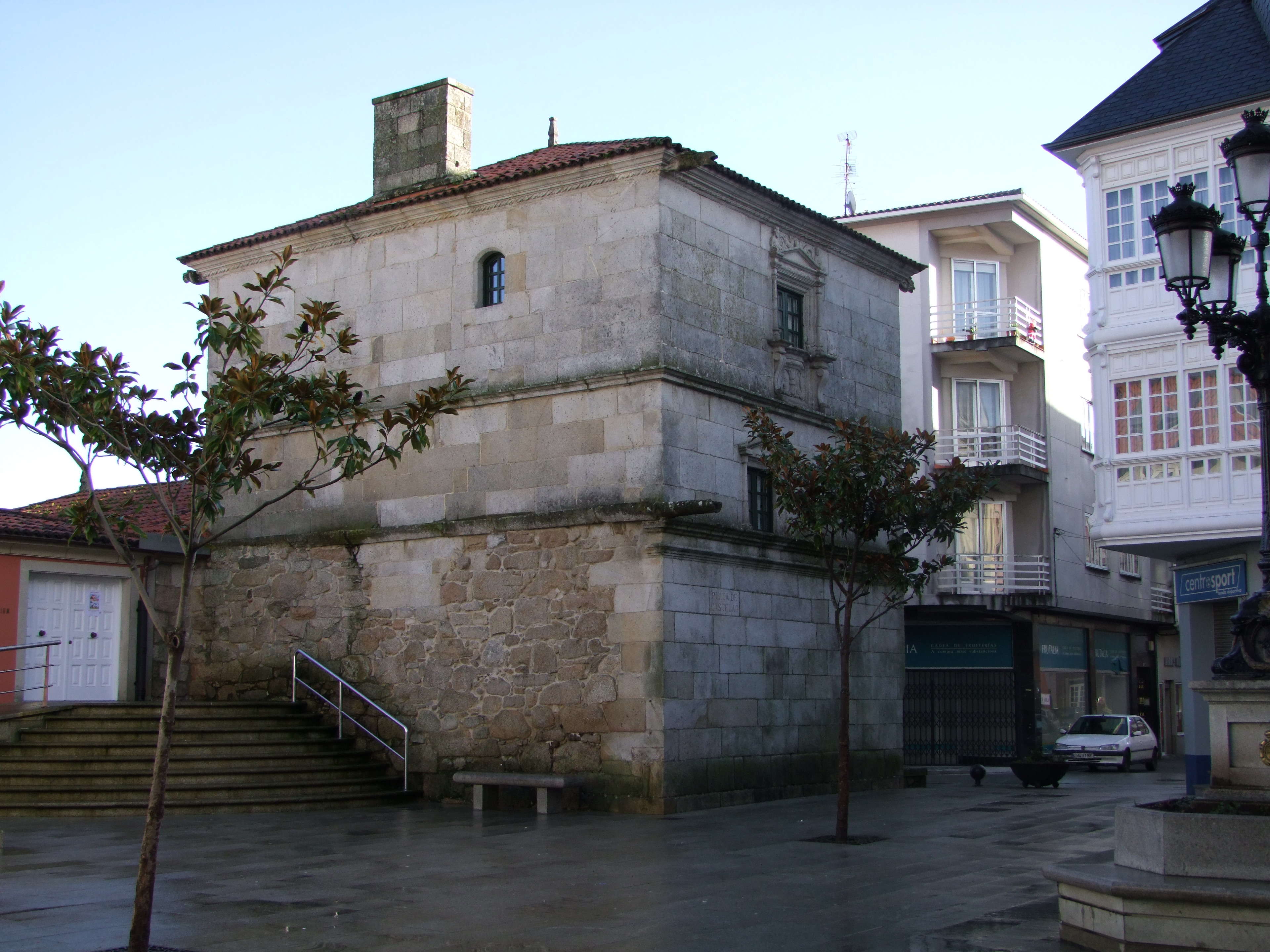
Torre de Bermúdez.

La Torre de Bermúdez pertenece a la corriente artística renacentista conocida con el nombre de plateresco. El palacete cobra especial importancia por el hecho de ser uno de los pocos ejemplos de palacios renacentistas gallegos que ha llegado hasta la actualidad.
Hoy en día, la parte antigua de la construcción se divide en dos cuerpos principales, uno de menor tamaño, que cuenta con dos puertas, una adintelada y otra, de arco de medio punto, sobre la repisa de la escalera. Adosada a este cuerpo, se encuentra la torre propiamente dicha, con tres alturas con una puerta de arco de medio punto, flanqueada por pilastras y frontón, que da acceso actual museo.
Por otra parte, alrededor de las ventanas, descentradas unas con respecto a otras en los distintos cuerpos, se encuentra la escasa carga decorativa a base de motivos vegetales, frontones, pilastras o medallones con bustos humanos y heráldicas.
Tanto por su estilo como por la época en que fue construido, la Torre de Bermúdez se relaciona con un arquitecto de gran renombre en la época, Rodrigo Gil de Hontañón, que en aquel momento estaba realizando trabajos en Santiago de Compostela. Precisamente, el edificio contiene elementos que guardan relación con una de sus obras: la Fachada del Tesoro de la catedral compostelana.
Más que la intervención directa del arquitecto, algunas fuentes apuntan el encargo de su construcción a Juan Pérez, aparejador de la Fachada del Tesoro y que se encontraba en esos momentos realizando obras en la cercana iglesia de Santa María do Xobre, en la parroquia vecina.
En la época moderna, al edificio se le ha añadido una tercera construcción contigua y, tras la adquisición del inmueble por el Concello, se incorporó una balaustrada de piedra en las escaleras exteriores, con motivos vegetales.

## Uso actual
Tras dejar en el olvido su pasado como vivienda particular y su posterior utilización como almacén de salazón, el conjunto alberga desde 1987 la sede del Museo Valle-Inclán, donde se exhiben primeras ediciones de la obra del escritor, algunos enseres y cartas personales del dramaturgo y todo tipo de elementos relacionados con su vida y obra, tales como vestuario original utilizado en la representación de alguna de sus obras teatrales.
La planta superior del edificio contiguo moderno cuenta actualmente con un auditorio público.